# Wenceslas de T'Serclaes
Graaf Wenceslas Jacques Marie Joseph Ghislain de T'Serclaes de Wommersom (Elsene, 9 januari 1924 - Ukkel, 22 februari 2012) was een Belgisch architect.

## Biografie

### Familie
Graaf Wenceslas de T'Serclaes was een telg uit het geslacht T'Serclaes. Hij was een zoon van Jacques de T'Serclaes de Wommersom (1890-1954), voorzitter van de Koninklijke Vereniging der Afstammelingen van de Brusselse Geslachten, en Geneviève Pecsteen (1895-1989). Hij was een kleinzoon van baron Raymond Pecsteen en een achterkleinzoon van graaf Theodoor de T'Serclaes de Wommersom, baron Arthur Pecsteen en jhr. Raymond de Meester de Betzenbroeck.
Hij was vrijwilliger tijdens de Tweede Wereldoorlog en ere-reservekapitein-commandant van de luchtmacht.
Hij trouwde in 1948 met Geneviève Bekaert (1927), kleindochter van Leo Leander Bekaert, burgemeester van Zwevegem en oprichter van staalbedrijf Bekaert. T'Serclaes was ook bestuurder van de onderneming. Ze kregen drie zoons en drie dochters, waaronder politica Nathalie de T'Serclaes.

### Loopbaan
T'Serclaes studeerde in 1950 af als architect-urbanist aan het Institut supérieur des arts décoratifs. Hij ontwierp onder meer schoolgebouwen in Jordanië.
Hij was:
- voorzitter van de Fédération Généalogique et Héraldique de Belgqiue,
- voorzitter van de Koninklijke Vereniging der Afstammelingen van de Brusselse Geslachten (1985-2004),
- bestuurder van de Société royale d'Archéologie de Bruxelles,
- bestuurder van de vzw Kunstwijk,
- lid van de Société centrale d'architecture de Belgique.

T'Serclaes was Ridder Grootkruis in de Orde van het Heilig Graf van Jeruzalem.